# Ben Davis
Benjamin Jerome Davis  (Vero Beach, Florida, 26 de diciembre de 1972) es un exjugador estadounidense. Con 2.06 de estatura, jugaba en la posición de pívot.

## Equipos
- High School. Oak Hill Academy (Mouth of Wilson, Virginia).
- 1991-92 NCAA. University of Kansas.
- 1992-93 No juega por cambio de universidad.
- 1993-94 NJCAA. Hutchinson Community College.
- 1994-96 NCAA. University of Arizona.
- 1996-97 NBA. Phoenix Suns.
- 1997-98 CBA. Grand Rapids Hoops.
- 1997-98 NBA. New York Knicks.
- 1998-99 ACB. Tau Cerámica. 3 partidos
- 1998-99 CBA. Grand Rapids Hoops.
- 1998-99 NBA. New York Knicks.
- 1999-00 CBA. Idaho Stampede.
- 1999-00 NBA. Phoenix Suns.
- 2000-01 HEBA. GRE. Makedonikos.
- 2000-01 Liga de Venezuela. Trotamundos de Carabobo.
- 2001-02 ACB. Cantabria Lobos.
- 2002-03 LEGA. ITA. Euro Roseto.